# تراوین
تراوین یک بازی استراتژیک تحت شبکه می‌باشد که بازیکن با دیگر بازیکنان واقعی به صورت برخط بازی می‌کند و کار خود را به عنوان رئیس یک دهکده کوچک شروع کرده و در پایان می‌تواند یک پایتخت بزرگ و چندین دهکده دیگر داشته باشد. هر بازیکن قادر به انتخاب یکی از پنج نژاد رومی‌ها، گل‌ها، توتن‌ها، مصریان و هونس‌ها می‌باشد که هر کدام نسبت به دیگری دارای مزایا یا معایبی است. در این بازی می‌توان به دهکده‌های دیگر حمله کرد و با آنها جنگید و غنائم به‌دست آورد یا دهکده‌های جدید احداث یا تصرف نمود. یا با بازیکنان دیگر صلح کرد و یک اتحاد محلی یا سراسری ایجاد نمود.

## داستان بازی

### شروع بازی
برای شروع بازی در تراوین باید تمامی بازیکنان سرور مورد درخواست، پست الکترونیکی، نام کاربری و گذرواژه خود را وارد قسمت ثبت نام تراوین کنند و سپس به فعال سازی آن از طریق پست الکترونیک اقدام نمایند.
بازیکنان پس از تأیید پست الکترونیکی خود می‌توانند نژاد و هم چنین مکان خود را در سرور مشخص نمایند. بازیکنان موجود در هر سرور یا جهان با بازیکنان موجود در سرور دیگر متفاوت است. هر بازیکن می‌تواند فقط یک حساب کاربری در هر سرور داشته باشد و داشتن بیش از یک اکانت در هر سرور ممنوع است. هم چنین داشتن چندین اکانت متفاوت در سرورهای متفاوت آزاد است.

### نژادها
در نسخه قدیم تراوین سه نژاد توتن‌ها، رومی‌ها و گول‌ها وجود داشت. ولی در ورژن جدید تراوین دو نژاد دیگر بنام‌های مصریان و هونس‌ها به آنها اضافه گردید که هر کدام از این نژادها توانایی‌ها و تخصص‌ها و امکانات متفاوتی با یکدیگر دارند که انتخاب هر کدام از این نژادها بستگی به نوع هدف استراتژیک بازیکن مثل فاکتورهای تجربه بازیکن، زمانی که بازیکن می‌تواند برای آنلاین بودن بر روی اکانت خود بگذارد، هجومی یا دفاعی بازی کردن و غیره … بستگی دارد که قطعاً انتخاب نژاد مهمترین گام برای داشتن یک بازی لذت بخش و ادامه آن در دنیای سراسر استراتژیک تراوین است.
به‌طور مثال رومی‌ها می‌توانند به صورت هم‌زمان در مرکز دهکده و مزارع ساخت و ساز کنند و توتن‌ها می‌توانند غارت بهتری انجام دهند و گول‌ها در دفاع بهترند. پیشنهاد می‌شود چنانچه اولین بار است که تراوین را بازی می‌کنید نژاد گول را انتخاب کنید تا با داشتن سطح مخفیگاه، تله ساز و لشکریان پایه قوی در دفاع مثل نیزه دار گول که سرباز پایه این نژاد بشمار می‌روند حداقل تا هفته‌های اول بازی هیچ بازیکنی حتی رتبه ۱ سرور هم جرئت حمله به شما را نداشته باشد.
هنگام انتخاب یک نژاد دیگر نمی‌توان آن را تغییر داد و پس از بازی در صورت تصرف دهکده به همان صورت نژاد انتخاب شده‌است.
بازیکنان که از بازی کناره‌گیری کرده‌اند و فعال نیستند، توسط ناتارها، دهکده‌های آن‌ها به تصرف در می‌آید. در صورتی که بازیکنی بتواند دهکده‌های تصرفی توسط ناتارها را از آن‌ها تصرف کند آثار بسیار مطلوب برای بازیکن خواهد داشت. البته در تسخیر دهکده‌های ناتار سعی کنید جمعیت بالای ۲۰۰ آنها را انتخاب کنید تا برای هزینه‌های منابعی که برای ساختن یک رئیس مصرف کرده‌اید جبران شود.
ناتار نژادی است که نمی‌تواند به دهکده‌های دیگران برخلاف سه نژاد دیگر حمله کند ولی می‌تواند از سه نژاد دیگر حمله دریافت کند. هم چنین ناتارها می‌توانند از نیروهای آبادی برای نیروهای دفاعی خود استفاده نمایند.

## توسعه
در سال ۲۰۰۸ میلادی یا ۱۳۸۷ شمسی پس از پایان نسخه آزمایشی، تراوین همزمان برای ۴۱ زبان دنیا از جمله فارسی منتشر شد ولی متأسفانه به‌علت شرایط تحریم هم‌اکنون در سرورهای بین‌المللی زبان فارسی در گزینه‌های انتخاب زبان داخل بازی وجود ندارد.

### نسخه‌های بازی
| نسخه | تاریخ          |
| ---- | -------------- |
| ۱    | ۵ سپتامبر ۲۰۰۴ |
| ۲    | ۱۲ مارس ۲۰۰۵   |
| ۳    | ۳۰ ژوئن ۲۰۰۶   |
| ۳٫۵  | ۳ فوریه ۲۰۰۹   |
| ۳٫۶  | ۴ نوامبر ۲۰۰۹  |
| ۴    | ۱۶ فوریه ۲۰۱۱  |
| ۴٫۲  | ۱۸ مارس ۲۰۱۳   |
| ۴٫۴  | ۲۷ ژانویه ۲۰۱۴ |

| رنگ       | مفهوم                       |
| --------- | --------------------------- |
| قرمز      | نسخه قدیمی                  |
| زرد       | نسخه قدیمی (پشتیبانی می‌شود) |
| سبز       | آخرین نسخه (انگلیسی)        |
| آبی کم‌رنگ | آخرین نسخه (زبان‌های دیگر)   |
| بنفش      | آخرین پیش‌نمایش              |

## فیلترشدن در ایران
وبگاه بازی تراوین در تاریخ ۳ ژانویهٔ ۲۰۱۳ در ایران فیلتر شد.
این سایت سرانجام در بهار ۱۳۹۵ از فیلتر خارج شد.
اما پس از تحریم‌های آمریکا برای جلب نکردن توجه، سرورهای ایران را به سرورهای بین‌المللی انتقال داد.